# Antrophyum anetioides
Antrophyum anetioides là một loài dương xỉ trong họ Pteridaceae. Loài này được Christ mô tả khoa học đầu tiên năm 1905.